# Liste des éléments automoteurs bimodes de la SNCF

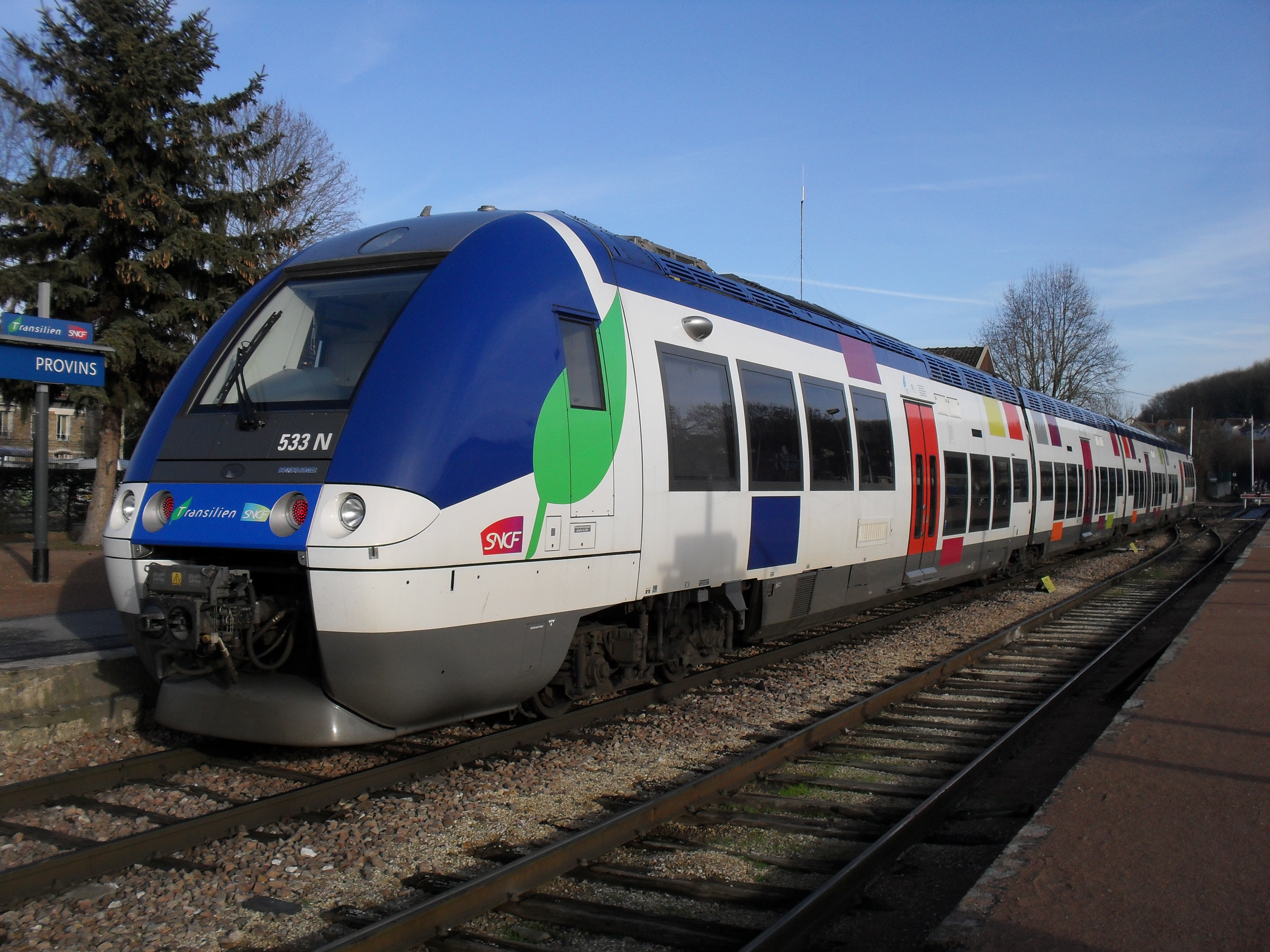
Un élément automoteur bimode (ici un B 82500 à quatre caisses) de la SNCF (France)

Cette page liste les éléments automoteurs bimodes (EAB) de la Société nationale des chemins de fer français (SNCF). 

## Liste des éléments automoteurs bimodes en service
Actuellement en France, à la SNCF, cette catégorie d'engins moteurs est représentée par les séries B 81500 et B 82500 de la famille des Autorail grande capacité (AGC) et par les séries B 83500, B 84500 et B 84900 de la famille des Régiolis.
| Série                                           | Construction | Puissance      | Composition   |
| ----------------------------------------------- | ------------ | -------------- | ------------- |
| B 81500 (AGC/BGC) Diesel / 1,5 kV               | 2004 – 2010  | 1 324/1 900 kW | M+R(+R)+M     |
| B 82500 (AGC/BGC) BiBi Diesel / 1,5 kV / 25 kV  | 2007 – 2011  | 1 324/1 900 kW | M+R+R+M       |
| B 83500 (Régiolis) BiBi Diesel / 1,5 kV / 25 kV | depuis 2014  |                | 4 à 6 caisses |
| B 84500 (Régiolis) BiBi Diesel /1,5 kV / 25 kV  | depuis 2014  |                | 4 à 6 caisses |